# Liste der Naturdenkmale in Altenriet
| Naturdenkmale | Anzahl |
| ------------- | ------ |
| FND           | 3      |
| END           | 2      |
| Gesamt        | 5      |

Die Liste der Naturdenkmale in Altenriet nennt die verordneten Naturdenkmale (ND) der im baden-württembergischen Landkreis Esslingen liegenden Gemeinde Altenriet. In Altenriet gibt es insgesamt fünf als Naturdenkmal geschützte Objekte, davon drei flächenhafte Naturdenkmale (FND) und zwei Einzelgebilde-Naturdenkmal (END).
Stand: 30. Oktober 2016.

## Flächenhafte Naturdenkmale (FND)
| Name                                        | Bild | Kennung     | Einzelheiten           | Position | Fläche Hektar | Datum         |
| ------------------------------------------- | ---- | ----------- | ---------------------- | -------- | ------------- | ------------- |
| Ehemalige Steinbrüche im Gewann Steigwiesen |      | 81160060405 | Altenriet              | ⊙        | 2,3           | 20. Feb. 1995 |
| Heide im Gewann Schleife                    |      | 81160060401 | Altenriet              | ⊙        | 0,7           | 25. Aug. 1983 |
| Höllbach mit Ufergehölz                     |      | 81160060402 | Altenriet, Schlaitdorf | ⊙        | 3,5           | 20. Feb. 1995 |
| Legende für Naturdenkmal                    |      |             |                        |          |               |               |

## Einzelgebilde (END)
| Name                              | Bild | Kennung     | Einzelheiten                                          | Position | Fläche Hektar | Datum         |
| --------------------------------- | ---- | ----------- | ----------------------------------------------------- | -------- | ------------- | ------------- |
| Eiche im Gewann Neue Weingärten   |      | 81160060404 | Altenriet                                             | ⊙        | 0,0           | 20. Feb. 1995 |
| Eiche im Gewann Untere Sulzwiesen |      | 81160060403 | Altenriet Nicht mehr in der LUBW-Datenbank vorhanden. | ⊙        | 0,0           | 20. Feb. 1995 |
| Legende für Naturdenkmal          |      |             |                                                       |          |               |               |